# Cadalso de los Vidrios
Cadalso de los Vidrios é um município da Espanha na província e Comunidade de Madrid. Tem 47,64 km² de área e em 2021 tinha 3 203 habitantes (densidade: 67,2 hab./km²).

## Demografia
| Variação demográfica do município entre 1991 e 2004 [carece de fontes?] | Variação demográfica do município entre 1991 e 2004 [carece de fontes?] | Variação demográfica do município entre 1991 e 2004 [carece de fontes?] | Variação demográfica do município entre 1991 e 2004 [carece de fontes?] |
| ----------------------------------------------------------------------- | ----------------------------------------------------------------------- | ----------------------------------------------------------------------- | ----------------------------------------------------------------------- |
| 1991                                                                    | 1996                                                                    | 2001                                                                    | 2004                                                                    |
| 2086                                                                    | 2217                                                                    | 2305                                                                    | 2550                                                                    |